# Combermere Abbey
Combermere Abbey ist eine ehemalige Zisterziensermönchsabtei in England. Das Kloster liegt rund fünf Kilometer nordöstlich von Whitchurch in Shropshire und rund 12 Kilometer von Nantwich im äußersten Süden der Grafschaft Cheshire.

## Geschichte
Das der Kongregation von Savigny angehörende Kloster wurde im Jahr 1133 von Hugo de Malbanc (Hugh Malbank), dem Herren von Nantwich, gestiftet. Das Kloster wurde reich ausgestattet, u. a. mit Salzpfannen in Nantwich. Im Jahr 1147 schloss es sich mit der Kongregation von Savigny dem Zisterzienserorden an, in dem es der Filiation der Primarabtei Clairvaux angehörte. In Wincle im Wald von Macclesfield wurde eine Grangie errichtet, weitere in, weitere in Dodcott, Ditchley, Smeaton, Heyfields, Shifford, Cliff, Chesthill, Newton und Yarlet. Das Kloster, das eine ausgedehnte Schafzucht betrieb, gründete drei Tochterklöster: Whalley Abbey, zunächst in Stanlow, Dieulacres Abbey, zunächst in Poulton, und Hulton Abbey. 1245 erhielt die Abtei das Recht, einen Jahrmarkt in Drayton zu veranstalten. Im 13. und 14. Jahrhundert wurde die Abtei mehrmals unter Obhut gestellt. 1309 kam es zu Auseinandersetzungen mit Richard von Fullshurst und Bewohnern von Nantwich. Später verarmte die Abtei, die sich durch zahlreiche Streitigkeiten auszeichnete. 1379 war sie noch von 10 Mönchen bewohnt. 1446 wurde Abt Richard Alderwas von einem Landarbeiter getötet. 1496 wurde das Kloster wegen seiner Armut von Abgaben befreit. Im Jahr 1538 wurde das Kloster von der Krone eingezogen und anschließend an George Cotton verliehen, dessen Nachkommen 1827 zu Viscounts Combermere erhoben wurden, und blieb bis 1919 im Besitz der Familie. Die Anlage steht im Eigentum des Viscount Garnock. Das bestehende Gut mit einem ausgedehnten Park und einem See (Comber Mere) ist Teil eines Milchwirtschaftsbetriebs mit Vermietung von Ferienhäusern.

## Anlage und Bauten
Die Auflösung des Klosters ließ von den Gebäuden nur das Abtshaus aus der Zeit um 1500 übrig, das wahrscheinlich die Stelle des früheren Ostflügels der Klausur einnimmt. Es wurde zwischen 1814 und 1820 ausgebaut. 1972 wurden Teile davon abgebrochen. Die Lage der Kirche wird nördlich des Abtshauses vermutet. Verschiedene weitere Gebäude sind neueren Datums.